# Лихачёв, Владимир Матвеевич
Лихачёв Владимир Матвеевич (17 июля 1901 года, г. Ряжск, Рязанская губерния — 20 июня 1975 года, Москва) — советский военачальник, генерал-полковник артиллерии (1954).

## Молодость и начало военной службы
Родился в семье служащего-нотариуса. Русский. Родственник К. Э. Циолковского по материнской линии. В 1919 году окончил школу 2-й ступени в Ряжске. Ещё будучи учащимся, с мая 1918 года работал конторщиком в Ряжском горисполкоме.
С ноября 1919 года — в Красной Армии, доброволец. С ноября 1919 года — музыкант Ряжского военкомата, с июня 1920 года — красноармеец 1-го запасного полка (Москва), затем служил в военном обозе Ряжского военкомата, с февраля 1921 года — красноармеец в резервном полку Московского военного округа (Рязань). С августа 1921 года — младший командир 23-й отдельной конвойной роты Войск ГПУ. С августа 1925 года — на учёбе.
В 1928 году окончил 1-ю Ленинградскую артиллерийскую школу имени Красного Октября. С 1 сентября 1928 года — командир взвода, политрук батареи, с октября 1931 года — командир батареи 11-го артиллерийского полка 11-й стрелковой дивизии Ленинградского военного округа (Ленинград). С марта 1934 года — помощник начальника штаба отдельного артиллерийского дивизиона 32-й механизированной бригады того же округа (г. Павловск, Ленинградская область), с июня 1934 года — начальник штаба этого дивизиона. В сентябре 1934 года направлен с дивизионом в состав Забайкальской группировки войск. С 1937 года служил на территории Монгольской Народной Республики в составе 57-го особого корпуса. В июне-августе 1939 года с дивизионом (который тогда входил в состав 11-й танковой бригады) участвовал в боевых действиях на реке Халхин-Гол против японских агрессоров. В боях проявил мужество и отвагу, за что был награждён своим первым орденом.
С декабря 1939 года — командир дивизиона курсантов Пензенского артиллерийского училища, но вскоре направлен на учёбу.
В сентябре 1940 года окончил Курсы усовершенствования командного состава артиллерии РККА. С сентября 1940 — командир 620-го гаубичного полка 167-й стрелковой дивизии Приволжского военного округа (г. Балашов, Саратовская область).

## Великая Отечественная война
Участник Великой Отечественной войны с июня 1941 года. В июне 1941 года убыл с полком в составе 167-й стрелковой дивизии на Западный фронт и 31 июня 1941 года вступил в бой на реке Днепр в районе города Рогачёв. Вскоре назначен начальником артиллерии 226-й стрелковой дивизии. Неоднократно попадал в окружение, но каждый раз выходил к своим и выводил большие группы красноармейцев.
С июня 1942 года — начальник штаба артиллерии 21-й армии на Сталинградском и Донском фронтах. Принимал участие в тяжелых оборонительных боях на реке Дон летом 1942 года, в оборонительных сражениях под Сталинградом, в наступательных боях севернее Сталинграда и захвате плацдармов через Дон в августе-сентябре 1942 года, в контрнаступлении и разгроме немецкой группировки под Сталинградом. В марте 1943 года — командир 27-й тяжелой пушечной артиллерийской бригады.
С июня 1943 года — командующий артиллерией 38-й армии (Воронежский и 1-й Украинский фронты). Участвовал в оборонительной операции на Курской дуге, в контрнаступлении под Курском, в Сумско-Прилукской операции, в битве за Днепр, в Киевской наступательной и в Киевской оборонительной операциях, в Житомирско-Бердичевской, Проскуровско-Черновицкой, Львовско-Сандомирской, Восточно-Карпатской наступательных операциях.
С 8 декабря 1944 года — командир 3-го артиллерийского корпуса прорыва Резерва Главного Командования, который тогда находился в районе города Выборг. С 2 января 1945 года воевал во главе корпуса на 2-м Белорусском фронте, с апреля 1945 года — на 1-м Белорусским фронте. Отличился в Восточно-Прусской, в Восточно-Померанской (в том числе в штурме Данцига) и в Берлинской наступательных операциях.
В ходе Берлинской операции и при штурме Берлина корпус генерала В. М. Лихачёва был придан 8-й гвардейской армии В. И. Чуйкова. За период операции бойцами корпуса уничтожено 9 артиллерийских и миномётных батарей, 31 противотанковое орудие, 14 танков и 6 штурмовых орудий, разрушено 207 огневых точек и 174 пулемётные точки, 43 дзота, 7 наблюдательных пунктов, подавлены 137 артиллерийских и 87 миномётных батарей, уничтожено много техники и живой силы противника.

## Послевоенная служба
После Победы продолжал командовать этим же корпусом, который до 1946 года входил в состав Группы советских оккупационных войск в Германии, а затем был выведен в состав Ленинградского военного округа (штаб — г. Пушкин, Ленинградская область). В мае 1949 года убыл на учёбу, и в июне 1950 года окончил Высшие академические курсы при Высшей военной академии имени К. Е. Ворошилова. С июня 1950 года — командующий артиллерией Ленинградского военного округа. При этом с октября 1950 по май 1951 года находился в правительственной командировке на территории Китайской Народной Республики, где оказывал помощь в формировании и обучении артиллерийских частей Народно-освободительной армии Китая. С августа 1953 года — командующий артиллерией Московского военного округа. С декабря 1956 по март 1957 года учился на специальных курсах при Военной артиллерийской командной академии имени С. М. Кирова.
С августа 1961 года находился в распоряжении Главнокомандующего Сухопутными войсками СССР. В октябре 1961 года переведён в 10-е Управление Генерального штаба Вооружённых Сил СССР (отвечавшее за международное военное сотрудничество). С ноября 1965 года был в распоряжении Главного управления кадров Министерства обороны СССР. С марта 1966 года — в отставке.
Член ВКП(б)/КПСС с 1930 года.
Похоронен на Новодевичьем кладбище.

## Награды

### награды СССР
- три ордена Ленина (29 октября 1943 г., 21 февраля 1945 г., 29 мая 1945 г.)
- четыре ордена Красного Знамени (17 ноября 1939 г., 17 сентября 1942 г., 3 ноября 1944 г., 15 марта 1950 г.)
- орден Кутузова 1-й степени (5 апреля 1945 г.)
- орден Суворова 2-й степени (10 января 1944 г.)
- орден Красной Звезды (30 марта 1943 г.)
- медаль «За оборону Сталинграда»
- Медаль «За победу над Германией в Великой Отечественной войне 1941—1945 гг.»
- медаль «За освобождение Варшавы»
- медаль «За взятие Берлина»
- юбилейные медали

### иностранные награды
- орден «Крест Грюнвальда» 3-й степени (Польша)
- Медаль «За Варшаву 1939—1945» (Польша)
- медаль «За Одру, Нису и Балтику» (Польша)

## Отзывы
…мне довелось близко узнать командира 3-го Ленинградского артиллерийского корпуса прорыва Владимира Матвеевича Лихачёва. Самые добрые воспоминания остались у меня об этом замечательном человеке. Он вступил в командование корпусом на наревском плацдарме. Это был очень знающий командир, который умело передавал подчиненным свой опыт, то новое, что рождала война в применении больших масс артиллерии. Высокий, статный, Владимир Матвеевич отличался прекрасной выправкой. Ему были присущи редкая выдержка, мужество. Генерал Лихачев часто бывал в боевых порядках дивизии и бригад и практически учил своих подчиненных взаимодействию с пехотой, танками и авиацией— Скоробогатов Д. И. Однополчане. — М.: Воениздат, 1976. — 239 с., портр. и ил. — (Военные мемуары).
.

## Воинские звания
- полковник (1942)
- генерал-майор артиллерии (28.09.1943)
- генерал-лейтенант артиллерии (11.05.1949)
- генерал-полковник артиллерии (31.05.1954)